# Iketani Shinzaburō
Iketani Shinzaburō (jap. 池谷 信三郎; * 15. Oktober 1900 in Kyōbashi, Stadt Tokio (heute: Chūō, Tokio), Präfektur Tokio; † 21. Dezember 1933) war ein japanischer Schriftsteller und Dramatiker.

## Leben
Iketani begann mit Chōka in der Alumni-Zeitschrift seiner Oberschule. Er studierte Jura an der Universität Tokio und an der Humboldt-Universität zu Berlin. 1922 schrieb er sich an der Universität ein, bereits ein Jahr später ging er nach Berlin, wo er sich angeregt durch seinen Schulfreund und Mentor Murayama Tomoyoshi mit europäischer Kunst beschäftigte.
Bedingt durch das Kantō-Erdbeben und den Verlust des Elternhauses kehrte Iketani 1923 nach Japan zurück. Seine Erfahrungen während des Berlin-Aufenthaltes flossen in den 1925 erscheinenden Roman Bōkyō ein. Zusammen mit Murayama gründete er die Theatergruppe Shinza (心座), mit der er Sangatsu sanjūni nichi aufführte. 1930 schrieb er zusammen mit Funabashi Seiichi Kawahoriza (蝙蝠座). Iketani starb an Tuberkulose.
1936 begründete der Präsident des Verlages Bungeishunjū Kikuchi Kan den Iketani-Shinzaburō-Preis, der bis 1942 vergeben wurde.

## Werke

### Romane
- 1925 Bōkyō (望郷)
- 1927 Hashi (橋)
- 1928 Yūkanfujin (有閑夫人)
- 1932 Yanagi wa midori (柳はみどり)

### Drama
- Sangatsu sanjūni nichi (三月三十二日)
- Aranda ningen (おらんだ人形)